# Alejo Rossell y Rius
Alejo Rossell Rius (1848-1919) fue un empresario y filántropo uruguayo, casado con Dolores Pereira.
En 1900 donaron un terreno de 45.000 metros cuadrados para la construcción del Hospital Pereira Rossell. Según voluntad de Rossell, el mismo debería estar operado por la Comisión Nacional de Caridad y Beneficencia Pública y el régimen interno del Hospital sería exclusivamente laico y ajeno a toda corporación o secta religiosa. Esto, en un país donde todavía la religión católica era oficial, planteó la temática de la secularización de los hospitales.
En 1894 crearon Villa Dolores y, en 1912, lo donaron a la Intendencia de Montevideo, como zoológico. Esta donación se hizo efectiva el 14 de marzo de 1919, luego del fallecimiento de estos filántropos.
En 1889 fue el propietario del primer automóvil de Montevideo, un "Delin" de fabricación belga que él mismo había traído personalmente de Europa. 